# Pfarrkirche Prambachkirchen

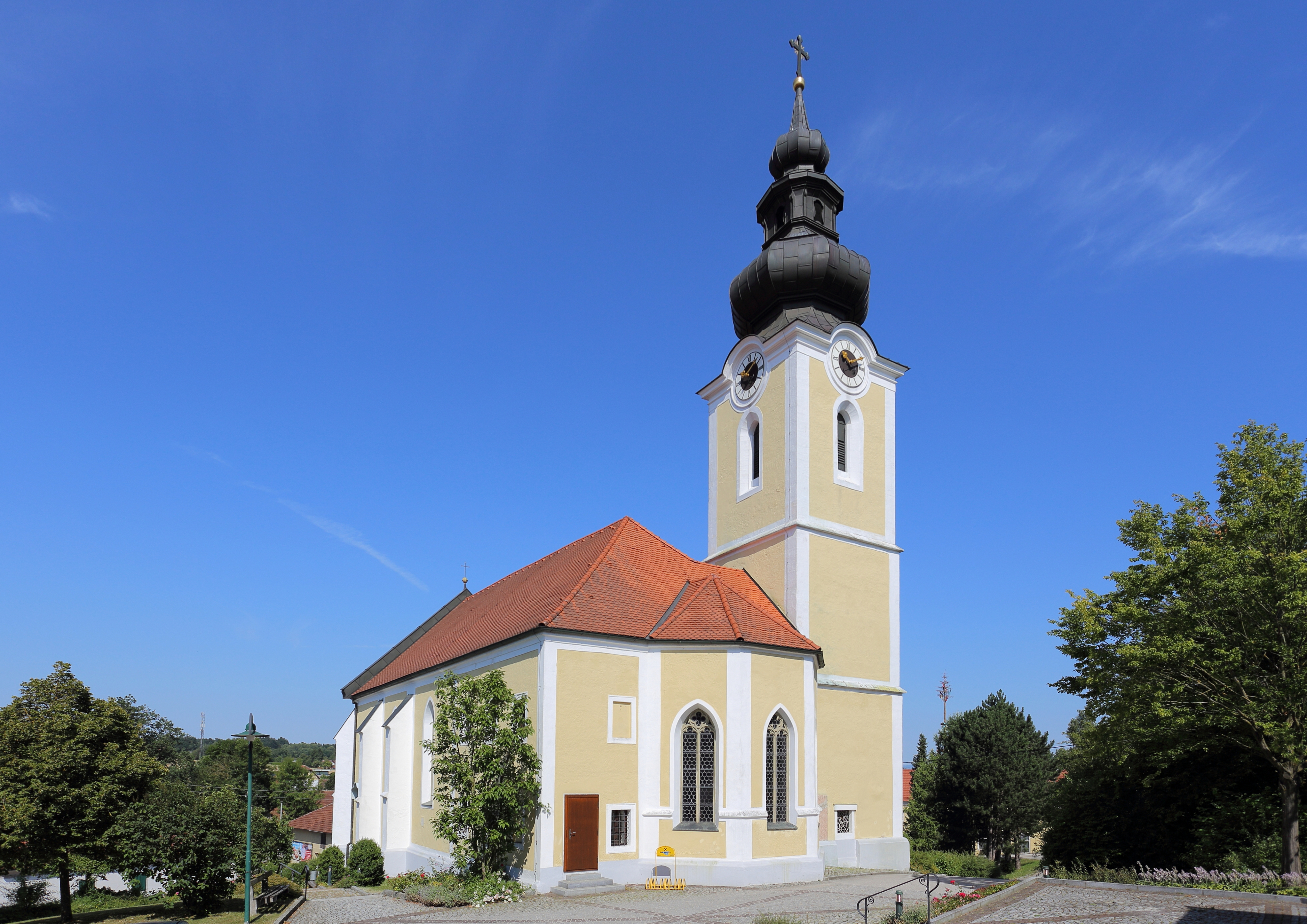
Katholische Pfarrkirche hl. Margareta in Prambachkirchen

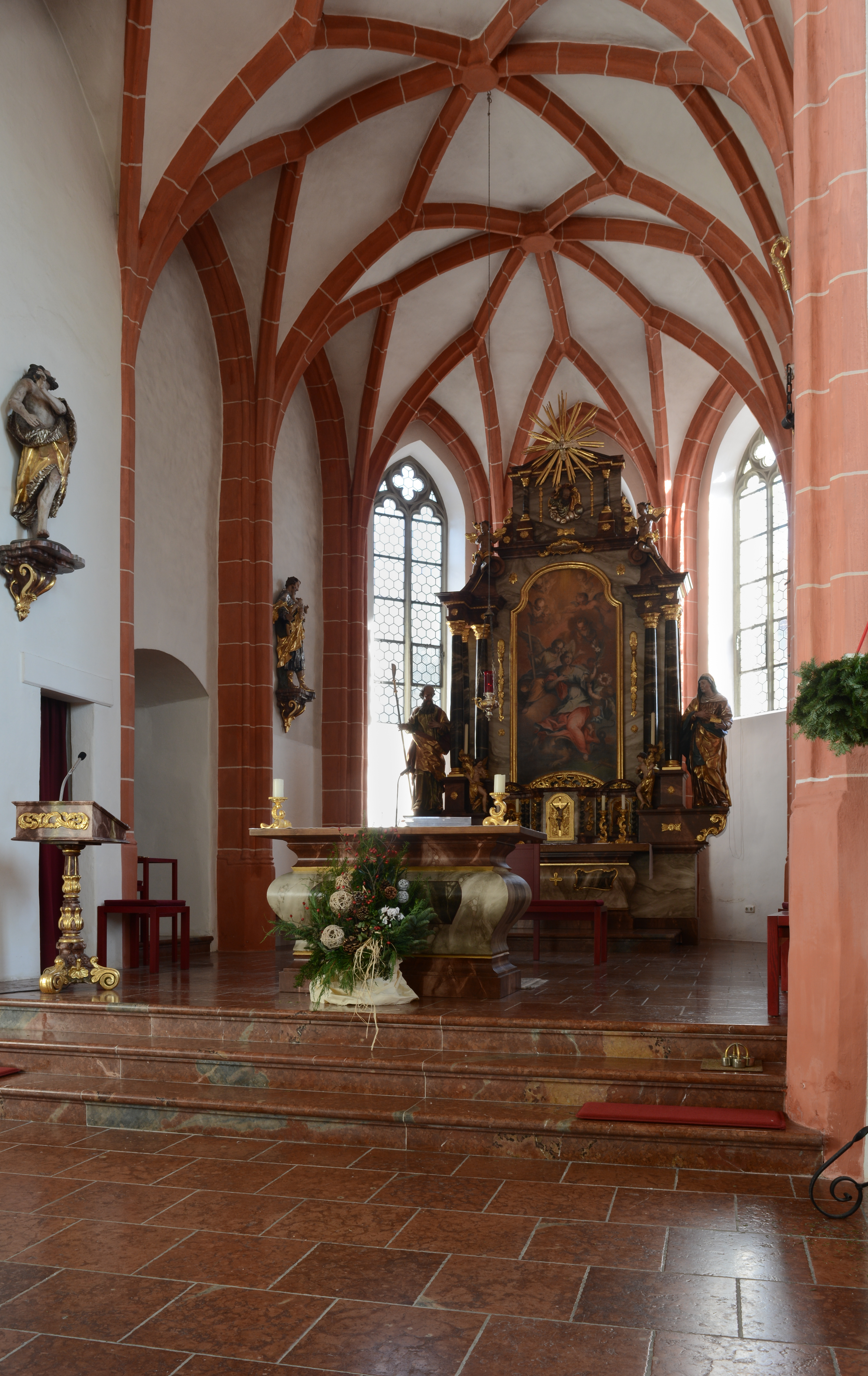
Blick in den Chor

Die römisch-katholische Pfarrkirche Prambachkirchen mit dem Patrozinium hl. Margareta steht in der Gemeinde Prambachkirchen im Bezirk Eferding in Oberösterreich. Seit dem 1. Jänner 2023 gehört Prambachkirchen als eine von 10 Pfarrteilgemeinden zur Pfarre Eferdinger Land der Diözese Linz. Das Bauwerk steht unter Denkmalschutz.

## Geschichte
Die Kirche wird um 1200 erstmals urkundlich erwähnt. Der Bau ist eine spätgotische Hallenkirche aus dem ersten Viertel des 16. Jahrhunderts. Die Kirche wurde 1894 und 1938 restauriert.

## Kirchenbau
Kirchenäußeres
Die Kirche ist eine ursprünglich gotische Landkirche, die in späterer Zeit vollkommen barockisiert wurde. Der Turm im nördlichen Chorwinkel aus dem Jahr 1528 hat einen Zwiebelhelm von 1835. An der Nordseite wurde eine Kapelle angebaut.
Kircheninneres
Die gotische Kirche hat ein zweischiffiges Langhaus mit drei Schiffsjochen. Der eingezogene Chor ist zweijochig und endet im Fünfachtelschluss mit eingezogenen Streben. Sowohl das Langhaus als auch der Chor sind netzrippengewölbt. Die Westempore ist dreiachsig und ruht auf Netzrippengewölbe.

## Ausstattung
Die Ausstattung ist neugotisch. Im Chor hängt das ehemalige Hochaltargemälde, das die heilige Margareta darstellt. Es wurde 1760 von Josef Stainer gemalt.

## Glocke
Die Glocke wurde im 15. Jahrhundert gegossen.